# ЗАЗ Chance
ЗАЗ Ченс (англ. ZAZ Chance) — легковий передньопривідний автомобіль В-класу з кузовами типу седан і п'ятидверний хетчбек. Виробляється на Запорізькому автомобілебудівному заводі з 2009 року виключно для російського ринку.
Його попередник Chevrolet Lanos. Якщо звернутися до історії, то перше знайомство з ZAZ Chance сталося в далекому 1997 року, коли це авто було представле під маркою Daewoo Lanos. У Кореї ця модель перестала випускатися в 2002 році, але в Польщі й Україні Lanos продовжував сходити з конвеєра.
ZAZ Chance відповідає екологічному стандарту EURO III. Комплектація ZAZ Chance може включати одну подушку безпеки, центральний замок, підсилювач керма, кондиціонер і передні склопідйомники. Система живлення має розподілене уприскування бензину. Передня підвіска — незалежна, пружинна McPherson, із стабілізатором. Задня підвіска - напівзалежна балка, пружинна .

## Будова автомобіля

### Кузов
Кузов ZAZ Chance закритий, суцільнометалевий, несучого типу, у двох виконаннях: 4 дверний седан або 5 дверний хетчбек. Передній та задній бампери пластмасові, пофарбовані у колір кузова. Довжина автомобіля складає: седан — 4 237 мм, хетчбек — 4 074 мм, ширина — 1 678 мм, висота — 1 432 мм; колісна база — 2 520 мм.

### Ходова частина
Передня підвіска типу Макферсон, незалежна, пружинна, зі стабілізатором поперечної стійкості, з гідравлічними амортизаторними стійками. Задня підвіска незалежна, пружинна, з гідравлічними амортизаторами.
Гальмівні механізми передніх коліс дискові, із плаваючою скобою, задніх — барабанні, із пристроєм автоматичного регулювання зазорів між гальмівними колодками і барабанами. Гальмівна система оснащена вакуумним підсилювачем і регуляторами гальмівних сил у гідроприводі.
Рульове управління травмобезпечне, із рульовим механізмом типу шестерня-рейка, на частину автомобілів установлюють гідравлічний підсилювач. У маточині рульового колеса залежно від комплектації може бути встановлено фронтальну надувну подушку безпеки.

### Двигуни
На автомобілі ZAZ Chance встановлюють поперечні чотирьохциліндрові інжектроні 8-клапанні бензинові двигуни об'ємом 1,3 л (МЕМЗ 307) та 1,5 л (A15SMS).

### Трансмісія
Трансмісію автомобілів виконано за передньопривідною схемою з приводами передніх коліс різної довжини. Автомобілі оснащено механічною п'ятиступінчастою коробкою передач.

## Ціна
Ціна ZAZ Chance залежить від типу кузова, комплектації й об'єму двигуна. Так, станом на 25 січня 2011 року, найдешевшою на російському ринку є модифікація «Седан (1,3 S)», яка коштує 250 тисяч рублів. А найдорожча — «Хетчбек (1,5 SX)», ціна на яку встановлено в розмірі 354 000 рублів..

## Продажі в Росії
| Рік  | Продажі ZAZ Chance |
| ---- | ------------------ |
| 2009 | 7 344              |
| 2010 | 17 541             |